# San Bernardo (Messico)
San Bernardo è una municipalità dello stato di Durango, nel Messico centrale, il cui capoluogo è la località omonima.
La popolazione della municipalità è di 3.433 abitanti (2010) e ha una estensione di 2.078 km².